# 2267 Agassiz
2267 Agassiz è un asteroide della fascia principale. Scoperto nel 1977, presenta un'orbita caratterizzata da un semiasse maggiore pari a 2,2176723 UA e da un'eccentricità di 0,1384552, inclinata di 1,95226° rispetto all'eclittica.
Dal 1º agosto al 1º ottobre 1980, quando 2288 Karolinum ricevette la denominazione ufficiale, è stato l'asteroide denominato con il più alto numero ordinale. Prima della sua denominazione, il primato era di 2240 Tsai.
L'asteroide è dedicato a Louis Agassiz, Alexander Emanuel Agassiz e George Russell Agassiz, rispettivamente padre, figlio e nipote. I primi due rinomati naturalisti, l'ultimo amico dello scopritore e finanziatore dell'osservatorio.